# Zophosis planus
Zophosis planus là một loài bọ cánh cứng trong họ Tenebrionidae. Loài này được Fabricius miêu tả khoa học năm 1775.